# Asks landskommun, Skåne
Asks landskommun var en tidigare kommun i dåvarande Malmöhus län.

## Administrativ historik
Kommunen bildades i Asks socken i Onsjö härad i Skåne när 1862 års kommunalförordningar trädde i kraft.
Vid kommunreformen 1952 uppgick kommunen i Röstånga landskommun som upplöstes 1969, då denna del uppgick i Svalövs landskommun som ombildades 1971 till Svalövs kommun.

## Kommunbeskrivning 1932
Kommun i  Onsjö härad, tillhörde Röstånga landsfiskaldistrikt, Eslövs fögderi och Onsjö härads väghållningsdistrikt samt ingår som annexförsamling i Konga och Asks församlingars pastorat i Lunds stift.  Ask är beläget på rätt hög terräng på Söderåsens sluttning mot sydost. Marken är starkt kuperad och jordmånen av växlande beskaffenhet. Talrika bestånd av lövskogs finns. Befolkningen levde huvudsakligen av jordbruk med binäringar. Busslinjer 1932  Röstånga—Teckomatorp och Eslöv—Ask. 

### Skatteuppgifter
Taxeringsvärde å skattepliktig fastighet 1930 för jordbruksfastigheter 2 182 400 kr., varav 2 065 300 jordbruksvärde och 117 100 skogsvärde samt för andra fastigheter. 203 000.Taxeringsvärde för skattefria fastigheter 1930 taxerade som andra fastigheter tillhöriga kommuner med flera 71000 kr, varav kyrkan andel var 30 000 kr och 2 folkskolor taxedrades till 31 000. Till kommunal inkomstskatt taxerad inkomst 1930 av svenska aktiebolag och solidariska bankbolag 480 kr, och för andra skattskyldiga 278 510 kr. Antal skattekronor år 1931 2 738. Kommunalskatt 1931 6,20 kr., varav borgerlig. kommun 3,00 kr kyrkan 2,20 kr och skolan 1,00 kr. Landstingsskatt 1931: 2,20 kr. Vägskatt 1931 0,25 kr. per fyrk.

### Jordbruket i kommunen 1927
Totala areal  i kommunen 1931 var 2 420 hektar, varav 2 407 land. Kommunen hade enligt jordbruksräkningen 1927 122 brukningsenheter. Ägoslagens fördelning var enligt 1927 års jordbruksräkning:  åker 1574 hektar, trädgård 10, slåtteräng 10, ordnad betesäng 6, annan betesäng 124, skogsmark 476 och övrig mark 207. Åkern var alltså mer än tre gånger så stor som skogsmarken.
Åkerjordens fördelning 1927:  vall 465 hektar, blandsäd 308, havre 153, vete 152, foderrotfrukter 122 grönfoder 109, råg 97, korn 43, potatis 31,  andra växtslag 5  sockerbetor 3, baljväxter 1, och träda 85. Husdjur 1927: hästar 274, nötkreatur 1145, får 101, svin 1296, fjäderfän 6 390 och bisamhällen 20. Åkern användes till stora delar för produktion av foder till djuren med vall blandsäd och grönfoder och foderrotfrukter som stora inslag i odlingen. 

### Jordbruket i kommunen 1951
Totala landarealen var oförändrat 2 407 hektar med 97 brukningsenheter det vill säga 25 mindre än 1927. Åkern hade ökat till 1619 hektar. 79 hektar var kultiverad betesmark och 100 hektar var naturlig äng. Skogsmarken hade ökat till 518 hektar medan övrig mark minska med mer än 50% till 91 hektar. 484 hektar , omkring 20 % av jordbruksmarken var arrenderad mark. Hälften av brukningsenheterna hade över 10 hektar åker. Vete odlas på 136 hektar, råg på 20 hektar, korn på 17 hektar och havre på 52 hektar medan blandsäden nu var största grödan med 396 hektar. Baljväxter odlades på 13 hektar, sockerbetor på 31 hektar och på 17 hektar odlades potatis och 69 hektar var rotfrukter till foder och 111 hektar grönfoder. Den sammanlagda vallarealen var 585 hektar varav 316 för hö och 269 för annan vall. Oljeväxter hade blivit en stor gröda med 113 hektar. 29 hektar låg i träda och 32 hektar användes för andra växtslag. Fortsatt dominerar foderproduktion med blandsäd för kraftfoder och vall som grovfoder, men odlingen av havre har minskat vilket avspeglar arbetshästarnas minskande betydelse i jordbruket.
Antalet djur utgjordes av 193 hästar inklusive unghästar, 1156 nötdjur inklusive tjurar, kor, kvigor och kalvar, bara 26 får och 1334 svin med 11 314 fjäderfä vilket var en fördubbling. Den animaliska produktionen var rätt stabil under dessa år.

## Fattigvården
Uppdraget för de gamla landskommunerna var mycket koncentrerat till skolor och fattigvården och därför redogörs särskilt för dessa områden.
1847 kom en ny fattigvårdslag i Sverige. Den 31 december antog Ask församling en ny fattigstadga på sockenstämma. Alla mantalsskrivna manspersoner skulle erlägga 8 skilling banco, kvinnor 4 skilling till fattigvården. Fattigkassan fick också inkomster av donationer, kollekter, böter med mera.

### Fattigvården i mitten av 1800-talet
Fattighjonen indelades i tre klasser:  första klassen utgjordes av utgamla och bräckliga som inte kan försörja sig. I andra klassen fanns de som i någon mån kunde bidra till sin försörjning. I tredje klassen fanns de som var dugliga att försörja sig själva men vars inkomst inte räckte till barnens lämpliga uppfostran. Första klassens hjon utan bostad kunde få plats i fattigstugan, eller inhysas i socknen. Understöd lämnas i kläder, spannmål, matvaror eller penningar efter behov. Till fattighusen lämnades nödig eldbrand. Andra klassen hjon fick understödet i spannmål och penningar. Det gällde även tredje klassen men fattigvårdsstyrelsen skulle övervaka  att bidraget kom barnen tillgodo.
1859 uttaxerades i bevillning 261 riksdaler 62 skilling och i avgifter 161 riksdaler 25 skilling. Dessa 425 riksdaler räckte till alla cirka 50 personer i Ask som behövde understöd så penningvärdet var högt. 1862 kom en ny fattigvårdslag där en persons hemortsrätt spelade roll för rätten till bistånd. Lagen ledde till dyra processer om rätten till fattigvård som blev dryga för fattigvården. En process i Ask 1885 kostade Ask kommun 457:50 kronor, alltså en stor summa pengar. Socknen höll auktioner om vem som skulle stå för brödet till fattighusen och de fattiga och lägsta budet vann. Bröd för 2 månader kostade 1 riksdaler 57 öre 1868. Kostnaden i kommunen för bröd till de fattiga blev 613 kr nödåret 1868.
Personer som inte kunde vårda sig själv auktionerades ut till lägstbjudande, och så även barn. De hjälpbehövande var många. 1875 hade 46 vuxna och 24 barn behov av fattigvård i Ask kommun. Siffrorna var liknande andra år. 1882 nådde antalet toppen med 53 vuxna och 28 barn som då behövde fattigunderstöd.

### Fattiggården i Allarp
Olof Nilsson på Backagården var initiativtagaren till att kommunen beslutade att skaffa en gård för fattigvården. Den 17 december 1891 beslöt kommunalstämman att för 23 000 kr inköpa Anders Andreassons gård i Allarp för att användas till fattiggård. De uttjänta fattighusen försåldes av kommunen för 278 kr. Per Olsson och hans hustru från Västra Strö antogs som föreståndare för gården med 350 kr i lön med fri bostad, kost och vedbrand. Makarna Olsson stannade på platsen i 15 år. Till gården inköptes sedan hästar, kor, oxar, gris och höns, vagnar och utsäde. Fattiggården drev sedan ett aktivt lantbruk. Särskilt kommunalstämmans ordförande Måns Ohlsson lade ner ett stort arbete för fattiggården. Gården försåldes slutligen för 34 000 kr till Alfred Andersson från Gillastig.

### Nytt ålderdomshem i Röstånga 1930
Införandet av folkpension 1913 och allmän rösträtt ändrade förutsättningarna i det kommunala arbetet. 1928 kom ett förslag att Ask, Konga, Röstånga, Billinge och Stehag i ett kommunalförbund skulle bygga nytt ålderdomshem. På hösten 1930 stod ett nytt hem för Ask, Konga och Röstånga klart för de gamla. Hemmet låg i Röstånga. Föreståndare för hemmet blev Helga Kristersson som fortsatte sin tjänst till åtminstone 1952. Ålderdomshemmet har lämnat "fattighus" stämpeln bakom sig

## Befolkningsökning, torpare och utvandring
Folkmängden i Ask ökade från 624 personer 1805, till 1066 1865, och till det dubbla mot 1805  år 1880. 1904 hade den minskat till 907. Sedan fortsatte minskningen till 839 personer 1921, men sen förblev den stabil till 1931 då den var 844. Möjligheten för försörjning för de jordlösa blev ofta ett torpkontrakt.. På fäladsmarken bröts ny mark upp och en enkel bostad av ofta av backstuga ingrävd i en backe med skorsten som kallmurades med gråsten. Friliggande väggar timrades oftast med begagnat timmer. Man hade också lerklineväggar flätade av ris och halm med lera. Husen indelades i stuga, kök och på ena sidan några bås för kor i andra halvan. Ofta skaffade sig torparna mer mark men ofta med dryga dagsverken som betalning som följd. Den siste i backen ingrävda stugan revs i Ask 1918. Den tillhörde Nils Åkesson i Berga. Från dessa små ställen utvandrade1881-1900 de flesta av Asks cirka 90 emigranter. Efter massemigrationen blev det istället städernas industrier som drog dessa personer till sig.

## Skolväsendet

### Äldsta skolan
När laga skiftet i Asks by genomfördes 1830 reserverades en bit mark för skola. På denna tomt låg byns fattigstuga men innan nytt skolhus byggdes fick fattigstugan tjänstgöra som skola. Beslut om skolbygge fattades 1838 och det föll på Ola Pettersson i Ask att bygga skolan som blev 28 alnar lång och 12,5 alnar brett. Väggarna i gråsten, allt trävirke av ek, med tak av halm. Skolan stod färdig 1840. I byggnaden fanns den så kallade kyrkstugan också, som inledningsvis fick duga till fattigstuga åt de två fattighjon som fanns i socknen. Förste läraren i skolan blev 1841 Nils Andreasson från Tarstad. 1847 slutade han och 1847 valdes Hans Persson från Billeberga till ny lärare i socknen. Han skulle verka i Ask folkskola under många år och blev genom att 1873 förverkliga Fridhems folkhögskola i Ask en av Asks mera kända personer.

### Ny folkskola 1856
1856 byggdes en ny folkskola i Ask på initiativ av P F du Rietz som bland annat donerade 200 riksdaler banco till bygget. 1866 hade församlingen 1020 innevånare och antalet skolbarn var ca 150 som skulle undervisas av en lärare. Skolrådet bestämda att först vid 9 års ålder skulle barnen inskrivas i folkskolan. Då skulle barnen redan kunna läsa och skriva. Det lärde de yngsta barnen i på nytt inrättade ambulerande småskolor på fyra platser i Ask församling. I Allarp, på nummer 8 i Ask samt i Ask skola då mellan terminerna och slutligen i Röks rote i sydöstligaste delen av församlingen.

### Ny småskola 1886 - tillbyggd redan 1893
1871 börjar man därför diskutera en fast småskola men ingenting hände förrän 1880 då en skola inrättades i en sal hos faktor S Olsson, här hyrde kommunen i 7 år. Den 1 november 1886 tog småskolan i bruk och där inskrevs 50 barn. Snart förstad man att skolan som kostat 3500 kr var för liten.1893 beslutade man sig för att inrätta en mellanskola, och då tillbyggdes småskolan med en vinkelbyggnad. Lärare blev Hans Persson dotter Elise Persson som förut varit småskollärare. 1906 blev småskolan uppdelad i två klassavdelningar, man fick alltså a-form i småskolan. Orsaken var att folkskoleinspektören inte vill godkänna Elise Persson som lärare i mellanskolan då hon bara var utbildad småskollärare.  En tjänst inrättades för Elise Persson då det var ovanligt många elever i småskolan. Mellanskoletjänsten kunde ändå inte besättas med någon folkskollärare utan fick ändå skötas av extra ordinarie småskollärarinna. Men man hade fyra klasser - men bara tre klassrum i skolbyggnaden. Det löste man genom att första årskursen undervisades i kommunalrummet.

### Folkskolan i Ask byggdes 1908
Den fjäre skolsalen tillbyggdes slutligen vid västra gaveln av folkskolan under sommaren 1908. 1908 fick mellanskolan ordinarie folkskolläraren Anna  Karlberg som innehavare. Anordningen med 4 klasser stod sig till 1943 i Ask skolor. Då hade antalet skolbarn minskat drastiskt och en avdelning måste indragas. 1943 pensionerades Anna Karlberg och mellanskolan fick åter en småskollärare i katedern. 

### Ny småskola och slöjdsal 1938
1938 hade Ask kommun byggt ny småskola på folkskoletomten och den 1 januari 1939 flyttade småskolan dit. I den nya småskolan inrättades också en slöjdsal för träslöjd. 1927 blev det en sjunde årskurs i skolan i Ask. Från samma år startade en fortsättningsskola. Från 1942 blev fortsättningsskolan för pojkar mer inriktad på träslöjd medan flickorna fick fortsättningsskola med hushållsgöromål i församlingshemmet där också flickor från Konga gick. Då Röstånga storkommun bildades 1952 lades Konga skolas övre folkskola ner. Kongaeleverna i klass 5-6 överfördes till Ask. Årskurs 7 i Konga och Ask överfördes till Röstånga. 1966 då grundskolan infördes i Röstånga lades skolan i Konga ner, de yngre eleverna i Ask överfördes till Röstånga medan två av de övre klasser fortsatte i Ask ännu några år.

## Politik

### Mandatfördelning i Asks landskommun 1938-1946
| 7 | 7 | 5 |

| 18 |

| 19 |

| 19 |

| 19 |

| 19 |